# 1491 Balduinus
Az 1491 Balduinus (ideiglenes jelöléssel 1938 EJ) egy kisbolygó a Naprendszerben. Eugene Joseph Delporte fedezte fel 1938. február 23-án, Uccleban.